# Гурова, Лилия Ивановна
Ли́лия Ива́новна Гу́рова (род. 8 сентября 1931, дер. 
Вторая Грачёвка, Орловская область) — советская и российская актриса, мастер озвучивания (дублирования).

## Биография
Лилия родилась в 8 сентября 1931 года в российской деревне 2-я Грачёвка Должанского района Орловской области.
Когда началась Великая Отечественная война, семья Гуровых эвакуировалась в Краснодарский край, город Лабинск, однако по пути их настигли немецкие оккупационные войска. Чтобы уберечь детей от немецкой расправы, мать изменила всем своим детям имена и годы рождения. Так Лия Ионовна Гурова 1931 года рождения стала Лилией Ивановной Гуровой на два года моложе — 1933 года рождения.
В 1952—1957 годах училась во ВГИКе, в мастерской Юлия Райзмана. Во время обучения начала сниматься в кино: Юлий Яковлевич Райзман, её учитель, пригласил студентку на небольшую роль в свой фильм «Урок жизни». После окончания института была принята в штат киностудии «Ленфильм» и студии киноактёра, где проработала до 1990 года.
Коллега по цеху Лилии Гуровой Юрий Соловьёв, с которым они вместе учились в мастерской Юлия Райзмана, вспоминал:

У Ройзмана на курсе была любимая ученица, Лилия Гурова, о которой он однажды сказал: «Мы здесь растим вторую Марецкую». Но кино распорядилось по-своему. Талант Лилии Гуровой не был в полной мере востребован режиссурой.— журнал «Искусство кино», № 3, 2004
В конце 1950-х годов познакомилась с актёром Николаем Крюковым, с которым они в 1960 году поженились и прожили вместе 33 года. После смерти мужа Лилия Гурова десять лет прожила на даче в пригороде Санкт-Петербурга вместе с мамой, которая скончалась в 2003 году.
В 2004 году Лилия Гурова вернулась в Санкт-Петербург и в профессию.

## Отзывы
В 2012 году 1-м томе энциклопедии «Актеры отечественного кино» киновед и специалист по актёрам советского кино Алексей Тремасов отметил, что:

<…>
Актриса снялась почти в 80 картинах, исполняя небольшие лирические и характерные роли. Своих героинь Лия Ионовна всегда наделяла мягкостью, душевной теплотой и обаянием, заставляя зрителя сопереживать себе.
Среди её лучших работ: Клава («Матрос сошел на берег»), Авдотья («Тугой узел»), Вера («Улица молодости»), Настёнка Донецкова («Поднятая целина»), Анна Сергеевна («Заговор послов»), Кирилловна («Даурия»), румынка («Бронзовая птица»), Груша Смурная («Обелиск»), Вульфовна («Наше призвание», «Я — вожатый Форпоста»).
<…>
— Актеры отечественного кино. Энциклопедия. Том 1. А - Д

## Фильмография
Актриса снялась более чем в 70 фильмах и озвучила более 10 иностранных картин.
Роли в кино:
1. 1955 — Урок жизни — Марья Степановна
2. 1956 — Они были первыми — секретарь
3. 1956 — Человек родился — Маша, студентка
4. 1956—1957 — Саша вступает в жизнь — Авдотья
5. 1957 — Матрос сошёл на берег — Клава, подруга Тани
6. 1958 — Под стук колёс — Полина, подруга Насти
7. 1958 — Улица молодости — Вера, строитель
8. 1959 — Тётя Луша (короткометражный) — Луша
9. 1959 — Поднятая целина — Настенка Донецкова (1-3 серии)
10. 1960 — Люблю тебя, жизнь — Вера
11. 1960 — Балтийское небо — эпизод
12. 1962 — Когда разводят мосты — эпизод
13. 1962 — Чёрная чайка — кубинка, жительница прибрежного поселка (в титрах не указана)
14. 1963 — Мандат — мешочница (нет в титрах)
15. 1963—1965 — Принимаю бой — эпизод
16. 1964 — Цари — Гафия
17. 1964 — Поезд милосердия — Лия Смирнова, медсестра
18. 1964 — Мать и мачеха — Полина Смалькова, сестра Фильки
19. 1964 — Донская повесть — заведующая детским домом
20. 1965 — Третья молодость | Nuit des adieux, La (СССР, Франция) — эпизод
21. 1965 — Сердце матери — гимназистка (нет в титрах)
22. 1965 — Заговор послов | Sūtņu sazvērestība — Анна Сергеевна
23. 1966 — Республика ШКИД — милиционерша
24. 1966 — Кто вернётся — долюбит — вдова Ярина
25. 1966 — Долгая счастливая жизнь — горничная в доме отдыха
26. 1966 — В городе С. — Анисья, мать больного мальчика Якова
27. 1967 — Зимнее утро — Воронова
28. 1968 — Урок литературы — член комиссии
29. 1968 — Источник — Лиза, продавщица
30. 1969 — Мальчишки (киноальманах) — женщина с девочкой в парке
31. 1969 — Новенький
32. 1969 — Эти невинные забавы — тётя
33. 1971 — Захар Беркут — безумная
34. 1971 — Даурия — Кирилловна, жена Гаврилы
35. 1972 — Такая длинная, длинная дорога… — эпизод
36. 1972 — Огоньки — Авдотья
37. 1972 — Боба и слон — женщина в очереди на колоннаду Исаакиевского собора
38. 1973 — Открытая книга — Наталья, мать Тани
39. 1974 — Ещё не вечер — Клава Семыкина
40. 1974 — В то далёкое лето… — Авдотья
41. 1974 — Бронзовая птица — румынская коммунистка
42. 1975 — Там вдали, за рекой — мать Феди
43. 1975 — Память — тётя Аня, соседка
44. 1975 — Концерт для двух скрипок — вызывала на экзамен в консерватории (нет в титрах)
45. 1975 — Волны Чёрного моря (Фильм 3 «Катакомбы») — Матрёна Терентьевна (Мотя)
46. 1976 — Память земли — Лиза
47. 1976 — Обелиск — тётка Груша Смурная
48. 1977 — Сумка инкассатора — Елизарова, вдова инкассатора Виктора Елизарова
49. 1977 — Ждите меня, острова! — Нина Прохорова, мама Валеры
50. 1979 — Семейный круг — Надежда Андреевна Петрухно, мать Алёны
51. 1979 — Пани Мария — Пинчук
52. 1980 — Тайное голосование — Полина, колхозница
53. 1980 — Мужество — мать Паши Матвеева
54. 1981 — Ночь на четвёртом круге — эпизод
55. 1981 — Наше призвание — Клавдия Вульфовна, милиционерша
56. 1981 — Деревенская история — доярка
57. 1981—1982 — Красные колокола | Red Bells | Campanas rojas (СССР, Италия, Мексика) — кондуктор
58. 1982 — Ещё до войны — мать Анатолия
59. 1983 — Семь часов до гибели — эпизод
60. 1984 — Три процента риска — жена летчика-испытателя
61. 1985 — Подсудимый — эпизод
62. 1985 — Вина лейтенанта Некрасова — мать Михаила
63. 1986 — Я — вожатый форпоста — Вульфовна
64. 1986 — Знаю только я — Марина Кульчицкая
65. 1988 — Хлеб — имя существительное — мать Витеньки
66. 1992 — 22 июня, ровно в 4 часа… — мать Брагина
67. 1996 — Возвращение «Броненосца» — милиционерша
68. 1996 — Агнус Дей (не был завершен) — Марфа Семёновна, сельская учительница
69. 2002 — Время любить — эпизод
70. 2006 — Там, где живёт любовь — старушка
71. 2006 — Бандитский Петербург—9 (Голландский Пассаж) 4 серия — эпизод
72. 2007 — Юнкера — любительница фотографий
73. 2007 — Улицы разбитых фонарей—8 — Анна Ивановна Пронина, мать погибшей девушки
74. 2007 — Брачные узы | 7-я и 8-я серии
75. 2008 — Не думай про белых обезьян — деревенская жительница (нет в титрах)
76. 2009 — Когда растаял снег — эпизод

Озвучивание:
1. 1959 — Дорога жизни
2. 1961 — Спасибо за весну | Kārkli pelēkie zied
3. 1961 — Парни одной деревни
4. 1962 — День без вечера — Гарша (роль Л. Фрейман)
5. 1964 — Красная пустыня | Red Desert, The | Deserto rosso, Il (Италия, Франция)
6. 1966 — Лестница в небо — Анеле (роль И. Гарасимавичуте)
7. 1966 — Ночи без ночлега (Роль Д. Меленайте)
8. 1968 — Чувства | Jausmai
9. 1972 — Маленький реквием для губной гармошки — учительница (роль И. Эвер)
10. 1972 — Сойти на берег | To Come to the Shore | Maaletulek
11. 1973 — Ключи от города | Pilsētas atslēgas — Аустра (роль Д. Купле)
12. 1974 — Жёлтый тондыр (короткометражный)
13. 1974 — Мужчины седеют рано (роль Евгении Тодорашку)
14. 1976 — Алпамыс идет в школу — мать Алпамыса (роль Бакен Кыдыкеевой)
15. 1977 — Будьте моей тёщей!
16. 1977 — Обмен
17. 1979 — За стеклянной дверью | Aiz stikla durbīm — старшая медсестра (роль Э. Радзиня)